# Ashton, Illinois
Ashton är en ort i Lee County i delstaten Illinois, USA.